# Polonia (Stanisław Wyspiański)
Polonia – projekt niezrealizowanego witraża do katedry we Lwowie autorstwa Stanisława Wyspiańskiego.

## Historia
We wrześniu 1892 Wyspiański otrzymał zamówienie na projekt witraży do dwóch okien katedry lwowskiej. Dolne okno miało przedstawiać ślubowanie króla Jana Kazimierza, a górne okno miała zająć scena wizyjno-alegoryczna ginącej Polski. Pastel Polonia (przechowywany dzisiaj w Muzeum Stanisława Wyspiańskiego w Krakowie) namalowany ok. 1894 oraz Caritas z postacią Madonny z 1904 (z Muzeum Narodowego w Warszawie) są częścią tego projektu.
Polonia ma wymiary 320 na 193 cm. Przedstawia grupę osób rozpaczających wokół symbolizującej Polskę zemdlonej kobiety. Kobieta przedstawiona jest w żałobnej sukni, purpurowo-gronostajowym płaszczu, ze Szczerbcem (mieczem koronacyjnym polskich królów) u boku. Osuwa się bezwładnie, podtrzymywana przez otaczające ją postacie: dziewczynkę w krakowskim gorsecie, chłopca w sukmanie, płaczące kobiety i przerażonego mnicha. Dwaj chłopcy nad Polonią wznoszą nagie ramiona ku niebu, skąd spoglądać mają Madonna i Michał Archanioł.
Wpływ na powstanie kompozycji miały kompozycje Matejki, zarówno Śluby Jana Kazimierza, jak i Polonia - Rok 1863 oraz twórczość i ołtarz Wita Stwosza z kościoła Mariackiego, który Wyspiański w wolnych chwilach szkicował. Polonia podobna jest do sceny Zaśnięcia NMP; ponadto tłum powtarza gesty płaczków z sarkofagu Kazimierza Jagiellończyka z wawelskiej katedry. Ruchliwość, gestykulacja, gwałtownie załamujące się draperie oraz wyrazista gestykulacja postaci to nawiązanie do apostołów ze sceny głównej ołtarza mariackiego. Pojawia się również inny motyw – od tego momentu będący znakiem firmowym artysty – monumentalna, ornamentacyjna roślinność. Pogmatwane gałęzie, kwiaty i uschnięte liście dopełniają kompozycję.
Kanoników lwowskich bulwersował „prymitywizm” ludowej stylizacji, chłopskie rysy Madonny. Wizja niesionej przez lud do stóp i okrytej wzorzystą szatą Madonny zbyt śmiało wykracza poza konwencje sztuki sakralnej. W lutym 1893 zażądano od artysty zmian, których on jednak nie wprowadził. Polonia zatem została uznana za „szpetne dziwactwo” i pozostała nigdy niezrealizowanym projektem.